# Apellido toponímico
Un apellido toponímico es un apellido derivado del nombre de un lugar. Esto puede incluir lugares específicos, como el lugar de origen, la residencia o las tierras de los individuos que poseían, o pueden ser más genéricos, derivados de características topográficas.
Los apellidos topónimos se originaron como nombres personales no hereditarios, y solo posteriormente se convirtieron en apellidos. Los orígenes de los nombres toponímicos se han atribuido a dos tendencias no mutuamente excluyentes. Uno era vincular la nobleza con sus lugares de origen y sus posesiones feudales y proporcionar un marcador de su estado, mientras que el otro se relaciona con el crecimiento de la  clase burguesa en las ciudades, en parte a través de la migración del campo. En Londres, en el siglo XIII, los apellidos toponímicos llegaron a predominar. También se vinculó a este proceso la creciente popularidad de los nombres de los santos, lo que condujo a una reducción en el conjunto de nombres utilizados y la necesidad o deseo personal de nombres distintivos para distinguir un número cada vez mayor de individuos con el mismo nombre.
Se debe ser cauteloso para interpretar un apellido como toponímico basado en su deletreo solo, sin conocer su historia. Un ejemplo notable es el nombre de Jeanne d'Arc, que no está relacionado con un lugar llamado Arc, sino que es un patronímico distorsionado. Del mismo modo, se ha sugerido que no se puede suponer que un toponímico sea un lugar de residencia u origen, ya que, por ejemplo, los comerciantes podrían adoptar un nombre toponímico para asociarse con un lugar donde nunca residieron.
Algunas formas originalmente incluían una preposición, como en, por, o de (de en francés y español), posteriormente caído, como en "de Guzmán" (de Guzmán) convirtiéndose simplemente en Guzmán. Si bien la desaparición de la preposición se ha relacionado con los topónimos que se convierten en nombres familiares heredados, esto es anterior a dicha tendencia.
En Inglaterra, esto se puede ver ya en el siglo XI, y aunque hay alguna variación regional, se puede observar que un cambio significativo desde el uso de la preposición ocurrió durante el siglo XIV. En algunos casos, la preposición se ha fusionado en el nombre, como Atwood (at wood) y Daubney (originariamente era de Albigni, por Saint-Martin-d'Aubigny). Cuestiones como la pronunciación local pueden hacer que los apellidos toponímicos adopten una forma que varíe significativamente con respecto al topónimo que los originó. Los ejemplos incluyen Wyndham, derivado de Wymondham, Anster, de Anstruther, y Badgerly, de Badgworthy.
En polaco, lo mismo se logra agregando "(w) ski" o "cki" al final. Por ejemplo, el apellido Kolakowski proviene del pueblo cercado por una empalizada circular o "Kolaki".